# Ocho apellidos vascos
Pour plus de détails, voir Fiche technique et Distribution.
Ocho apellidos vascos (litt. « Huit noms de famille basques ») est un film espagnol réalisé par Emilio Martínez-Lázaro, sorti en 2014. 
Six semaines après sa sortie, il devient le 2e plus grand succès du box office espagnol, derrière Avatar, puis enchaîne les prix aussi bien du public que des professionnels. Il remporte trois récompenses lors de la cérémonie des Premios Goya : ceux de meilleure actrice dans un second rôle pour Carmen Machi, de meilleur acteur dans un second rôle pour Karra Elejalde et de meilleur espoir masculin pour Dani Rovira, ainsi que le prix du public.

## Synopsis
Rafa (Dani Rovira) n'a jamais quitté sa ville natale (Séville), jusqu'à ce qu'il rencontre une fille du nom d'Amaia (Clara Lago), qui résiste à ses techniques de séduction. Après avoir passé la nuit chez Rafa, Amaia oublie son sac à main chez lui. Contre l'avis de ses amis, Rafa la suit jusqu'au Pays basque. Une série de malentendus contraint Rafa à se faire passer pour un Basque pur-sang avec huit noms, et il devient de plus en plus empêtré dans son personnage pour arriver à ses fins.

## Fiche technique
- Titre original : Ocho apellidos vascos
- Réalisation : Emilio Martínez-Lázaro
- Scénario : Borja Cobeaga et Diego San José Castellano
- Musique : Fernando Velázquez
- Montage : Ángel Hernández Zoido
- Photographie : Kalo Berridi
- Direction artistique : Juan Botella
- Costumes : Lala Huete
- Production : Álvaro Augustín, Ghislain Barrois et Gonzalo Salazar-Simpson
- Sociétés de production : Lazonafilms, Kowalski Films, Snow Films et Telecinco Cinema
- Pays d'origine :  Espagne
- Langues originales : espagnol et basque
- Format : couleurs - 1,85:1 - stéréo / Dolby Digital
- Genre : comédie
- Durée : 98 minutes
- Dates de sortie :
  - Espagne : 14 mars 2014
  - France : 12 mars 2016 (Festival Les Reflets du cinéma ibérique et latino-américain de Villeurbanne)

## Distribution
- Dani Rovira : Rafa / Antxon
- Clara Lago : Amaia
- Karra Elejalde : Koldo
- Carmen Machi :  Merche / Ane
- Alberto López : Joaquín
- Alfonso Sánchez : Curro
- Lander Otaola : Borroka
- Abel Mora : Pedro
- Aitor Mazo : le père Inaxio
- Aitziber Garmendia : Iratxe
- Miriam Cabeza : Edurne
- Los del Río : eux-mêmes

## Tournage
Le film est tourné au Pays basque, dans les villages de Zumaia, Leitza, Getaria, Zarautz et Arrasate.

## Accueil
Le week-end de sa sortie, le film attire un public de 404 020 personnes, générant un revenu de 2,72 millions d'euros. Lors du deuxième week-end de sa sortie, ce chiffre augmente de 56 % ; seuls The Impossible et Avatar ont enregistré de meilleurs résultats au box-office espagnol lors de leurs dix premiers jours de sortie. Ocho apellidos vascos réalise en ses dix premiers jours un revenu de € 4,4 millions. En avril 2014, il devient le film espagnol le plus vu en Espagne avec 6,6 millions de spectateurs et, avec 42 millions d'euros de recettes, le 2e plus grand succès du box office espagnol. Il rapporte 77 millions de dollars en Espagne et un total de US $ 78,7 millions à travers le monde.

## Adaptation et suites
Le succès du film étant si important, Antena 3 décide de créer une série basée sur le long métrage, intitulée Allí abajo (es) (litt. « Là-bas »), qui relate un périple entre le nord et le sud de l'Espagne.
Un second volet, Ocho apellidos catalanes (litt. « Huit noms de famille catalans »), sort en novembre 2015
En 2016, un troisième volet est annoncé : Ocho apellidos 3. Ocho apellidos marroquís sort finalement en 2023.